# The Fear
The Fear (auch bekannt unter dem Titel I Don’t Know) ist ein Lied der britischen Popsängerin Lily Allen. Der Song wurde am 9. Dezember 2008 als Lead-Single aus Allens zweitem Studioalbum It’s Not Me, It’s You in Großbritannien veröffentlicht. In Deutschland erschien es am 23. Januar 2009.

## Hintergrund und Inspiration
Ursprünglich war geplant, Everyone’s At It als Lead-Single des Albums zu veröffentlichen, zuletzt entschied man sich aber für The Fear. Lily Allen veröffentlichte eine Demo-Version des Songs mit dem Titel I Don’t Know auf ihrem MySpace Account, zusammen mit der Single I Could Say im April 2008.
Über die Inspiration des Songs erklärte die Sängerin, „Ich bin eine Straße mitten in England hinuntergegangen, als ich ein ungefähr achtjähriges Mädchen mit kurzen Hot Pants und einem eng geschnittenem Oberteil gemeinsam mit ihrer Mutter sah. ‚Das stimmt doch nicht‘, dachte ich. Und ich kann sagen, dass sie diese Art von Mädchen war, die später einmal berühmt werden möchte. Es war definitiv diese Kultur, wo auch ich herkam. Aber ich denke nicht, dass so eine Kultur gesund ist.“

“I don’t know, what’s right and what’s real anymore. And I don’t know how I’m meant to feel anymore. When do you think it will all become clear? ’Cause I’m being taken over by the fear.”

## Verwendung in den Medien
Der Song wurde 2009 in dem britischen TV-Drama Skins – Hautnah verwendet.

## Kritik
Bei Kritikern erhielt der Song größtenteils positive Bewertungen. Michael Menachem vom Billboard Magazin lobte den Text des Songs sowie Allens Gesang. Die BBC gab dem Song für die „exquisite Produktion“ Komplimente. Neil McCormick von The Daily Telegraph meinte, dass Lily Allen „gute Beobachtungsgabe und süße Musikalität beweist“.

## Musikvideo
Das Musikvideo zu The Fear wurde im Wrest Park in Bedfordshire, Großbritannien gedreht. Regie führte Nez. Die Premiere in Großbritannien fand am 4. Dezember 2008 im Channel 4 statt. Berichten zufolge kostete das Video £50.000.
Während das Video gedreht wurde, dokumentierte es MTV. Im Interview erklärt Lily Allen, „Ich wollte eine Tanz-Routine durchführen, obwohl es eher die anderen machten und nicht ich, aber ich war ein Teil davon. Eigentlich finde ich den Dreh eines Videos sehr nervig, schließlich macht man sich während man den Song schreibt keine Gedanken darum, wie das Musikvideo aussieht.“

## Kommerzieller Erfolg

### Chartplatzierungen
Er war der zweite Nummer-eins-Hit in Großbritannien sowie der zweite Eintritt in die US-Charts der Sängerin.
| ChartsChartplatzierungen       | Höchstplatzierung | Wochen |
| ------------------------------ | ----------------- | ------ |
| Deutschland (GfK)              | 12 (17 Wo.)       | 17     |
| Österreich (Ö3)                | 20 (16 Wo.)       | 16     |
| Schweiz (IFPI)                 | 14 (26 Wo.)       | 26     |
| Vereinigte Staaten (Billboard) | 80 (10 Wo.)       | 10     |
| Vereinigtes Königreich (OCC)   | 1 (22 Wo.)        | 22     |

| ChartsJahrescharts (2009)    | Platzierung |
| ---------------------------- | ----------- |
| Deutschland (GfK)            | 79          |
| Schweiz (IFPI)               | 75          |
| Vereinigtes Königreich (OCC) | 14          |

### Auszeichnungen für Musikverkäufe
| Land/Region                  | Auszeichnungen für Musikverkäufe (Land/Region, Auszeichnung, Verkäufe) | Verkäufe |
| ---------------------------- | ---------------------------------------------------------------------- | -------- |
| Australien (ARIA)            | Platin                                                                 | 70.000   |
| Kanada (MC)                  | Gold                                                                   | 20.000   |
| Neuseeland (RMNZ)            | Gold                                                                   | 7.500    |
| Vereinigtes Königreich (BPI) | Platin                                                                 | 600.000  |
| Insgesamt                    | 2× Gold · 2× Platin ·                                                  | 697.500  |